# 斑紋肩鰓䲁
斑紋肩鰓䲁（學名：Omobranchus zebra），為輻鰭魚綱鳚形目䲁科肩鰓䲁屬的一種，分布於印度西太平洋印度、馬來西亞、印尼、新加坡與菲律賓海域，體長可達6公分，棲息在沿海紅樹林及河口半鹹水域，雌魚產附著性卵，雄魚有護卵行為，幼魚為浮游性，生活習性不明。